# Иракски Кюрдистан
Иракски Кюрдистан (на кюрдски: حكومه تى هه ريمى كوردستان, Ḧikumetî Herêmî Kurdistan; на арабски: اقلیم کردستان) е кюрдско държавно автономно образувание в състава на Ирак.
Неговият статут му осигурява широка автономия, де факто е полунезависим. Управлява се от регионално правителство. Граничи с Иран (на изток), Турция (на север), Сирия (на запад) и останалата част на Ирак (на юг). Столица на автономния регион е град Арбил. В него влизат областите Арбил, Дахук и Сулеймания. Общата му площ е 40 643 км2. Населението му през 2009 година е 4 380 000 души.

## История
Нахлуването в Ирак през 2003 година и последвалите политически промени, довеждат до ратифицирането на нова конституция на Ирак през 2005 година. Новата иракска конституция определя Иракски Кюрдистан като федерална единица на Ирак, и установява арабски и кюрдски като съвместни официални езици на Ирак.

## Държавно устройство
Иракски Кюрдистан е парламентарна република с регионално събрание, което се състои от 111 места. Първият президент е Масуд Барзани, избран през 2005 година и преизбран през 2009 година.

## Население
Основно население на Иракски Кюрдистан са кюрдите, те говорят на два различни диалекта на кюрдския език – курманджи и сорани. Говорещите сорани населяват южната и източна част на региона, те възприемат за своя столица град Сулеймания, а говорещите на курманджи преобладават в северната и западна част.
Има значителен брой тюркмени, араби и християни – асирийци и халдейци (католици), концентрирани в област Дахук.
Съществува арменска общност от 10 000 души, с арменски общини в Заху и Дахук.